# Ophionereis roosevelti
Ophionereis roosevelti är en ormstjärneart som beskrevs av Hubert Lyman Clark 1939. Ophionereis roosevelti ingår i släktet Ophionereis och familjen Ophionereididae. Inga underarter finns listade i Catalogue of Life.